# Nuria de la Fuente
Nuria de la Fuente (Madrid, 27 luglio 1981) è una modella e attrice spagnola.

## Carriera
A diciannove anni muove i primi passi nel mondo della moda, lavorando con l'agenzia "Colors model management" sfilando sulle passerelle più importanti di Spagna: Pasarela Gaudì (Barcellona) e Pasarela Cibeles (Madrid). In Italia è apparsa sulle pagine di Vogue, ed ha partecipato in varie sfilate per le firme più importanti, tra cui Giorgio Armani e Roberto Cavalli, che l'ha scelta anche come testimonial pubblicitaria nello spot per il suo profumo. Ha inoltre recitato nel film Natale sul Nilo con Massimo Boldi e Christian De Sica.

## Filmografia
- Torrente, el brazo tonto de la ley, regia di Santiago Segura (1998)
- Natale sul Nilo, regia di Neri Parenti (2002)

## Agenzie
- Mhoms Model Management - Spagna
- Elite Model Management - New York, Miami
- Mega Model Agency - Amburgo
- Scoop Models
- Max Models - Sudafrica
- Profile Model Agency
- Happy Mondays
- Pop House